# Australatya striolata
Australatya striolata е вид десетоного от семейство Atyidae. Видът не е застрашен от изчезване.

## Разпространение и местообитание
Разпространен е в Австралия (Виктория, Куинсланд и Нов Южен Уелс).
Обитава крайбрежията на сладководни басейни и потоци.

## Описание
Популацията на вида е стабилна.